# Khandhar
Khandhar (Hindi: खंडहर, khanḍahar; übersetzt: Ruinen) ist ein Hindi-Film des bengalischen Regisseurs Mrinal Sen aus dem Jahr 1984. Er entstand nach der Geschichte Telenapota Abishkar von Premendra Mitra.

## Handlung
Drei Freunde aus einer Großstadt besichtigen einige Ruinen in einem Dorf, in dem auch eine Mutter mit ihrer Tochter Jamini lebt. Sie wartet auf die Rückkehr eines entfernten Cousins, der Jamini heiraten soll, doch der Mann ist bereits verheiratet und lebt in Kolkata.
Aus Mitleid gibt sich der Fotograf Subhash für diesen Verehrer aus. Die Mutter findet ihren inneren Frieden und stirbt. Bei der Abreise der drei Freunde bleibt Jamini einsam in den Ruinen zurück.

## Auszeichnungen
Chicago International Film Festival
- Bester Film Gold Hugo an Mrinal Sen

Montréal World Film Festival
- Spezialpreis der Jury an Mrinal Sen

Filmfare Award 1985
- Filmfare Award/Bestes Drehbuch an Mrinal Sen

National Film Award
- National Film Award/Beste Hauptdarstellerin an Shabana Azmi
- National Film Award/Beste Regie an Mrinal Sen

## Hintergrund
Khandhar war Mrinal Sens zweiter Hindi-Film. Mit der vergleichsweise passiven Geschichte wandte sich Sen endgültig vom politischen Kino der 70er Jahre und dem Einfluss der Indian People’s Theatre Association ab, wie er es bereits seit der Machtübernahme der Kommunisten in Westbengalen 1977 vorhatte.
Der Film wurde späterhin beim Toronto International Film Festival gezeigt.